# Vernonia jaegeri
Vernonia jaegeri là một loài thực vật có hoa trong họ Cúc. Loài này được C.D.Adams miêu tả khoa học đầu tiên năm 1964.